# William Thomas Turner
William Thomas Turner (23 octobre 1856 - 23 juin 1933) est un marin et capitaine de navire britannique.

## Biographie
Rejoignant la marine à 8 ans comme mousse, il progresse petit à petit, et rejoint la Cunard Line en 1878, devenant officier à bord de plusieurs navires. Il finit par devenir capitaine de paquebots de la compagnie comme le Carpathia et le Caronia.
En 1907, sa carrière atteint son apogée lorsqu'il devient commodore de la Cunard, en commandant successivement le Lusitania et le Mauretania, avec lesquels il remporte le Ruban bleu et établit un record de vitesse qui dure vingt ans. En 1914, il est affecté au nouveau vaisseau amiral de la compagnie, l'Aquitania.
Durant la Première Guerre mondiale, il est rappelé pour commander le Lusitania, et est à bord lors de son torpillage, le 7 mai 1915. Alors que les circonstances du drame sont floues, Turner est fortement chargé par Winston Churchill qui lui fait porter la responsabilité du naufrage. Il est cependant exonéré par la commission menée par Lord Mersey, qui rejette la faute sur les Allemands. Turner est ensuite à nouveau affecté à des navires de la Cunard, jusqu'au torpillage de l'Ivernia sous son commandement, en 1917. Il prend sa retraite en 1919 et meurt d'un cancer du colon en 1933.